# Armiñón
Armiñón est une commune d'Alava située dans la communauté autonome du Pays basque en Espagne.

## Hameaux
La commune comprend les hameaux suivants :
- Armiñón, concejo, chef-lieu de la commune ;
- Lacorzana ;
- Estavillo, concejo ;